# Циклический гуанозинмонофосфат

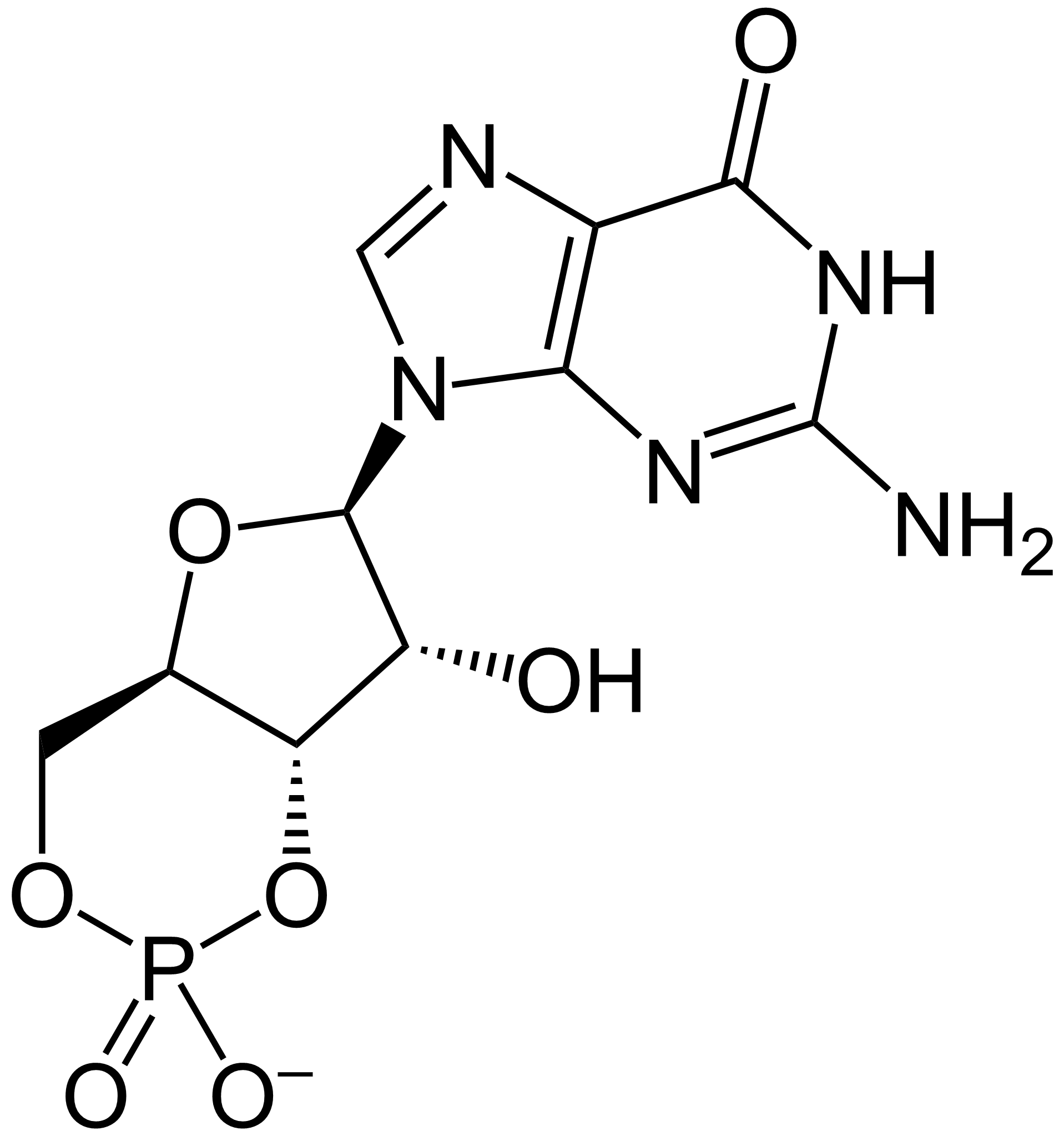
Циклический гуанозинмонофосфат, cGMP

Циклический гуанозинмонофосфат (cGMP, Cyclic guanosine monophosphate, цГМФ) это циклическая форма нуклеотида, образующаяся из гуанозинтрифосфата (GTP) ферментом гуанилатциклазой. цГМФ действует как вторичный посредник и его действие подобно цАМФ, в основном активируя внутриклеточные протеинкиназы в ответ на связывание с клеточной мембраной пептидных гормонов (для которых мембрана непроницаема) с внешней стороны клетки.

## Синтез
Гуанилатциклаза (GC) катализирует синтез цГМФ. Этот фермент преобразует ГТФ в цГМФ. Пептидные гормоны, такие как предсердный натрийуретический фактор, активируют мембрансвязанную гуанилилциклазу (GC), в то время как растворимая гуанилилциклаза (SGC) обычно активируется оксидом азота для стимуляции синтеза цГМФ.